# آل حجري
آل حجري: إِحدى قبائل حميضة، من بارق: تقيم في القرى ما بين المنيظر والعربة، وهذه المسافة تبلغ مايقرب 20 كيلو. لهم أكثر من ثلاثون قرية على ضفاف أودية: الرصفة، شري، الوعائر، حفية، الطارفة، ودحدح. ويحدّها من الجنوب آل سباعي، ومن الشمال قضريمة، ومن الشرق أثرب وآل فصيل، ومن الغرب يَبَه وربيعة.
ولهذه القبيلة أصالة وعراقة في النسب، حيث ليس بينهم حليف أو دخيل. ولهم حكايات عريقة وكثيرة، لمحاربتهم مع قبائل بلقرن عامة وخاصة عمارة منهم، وكذلك لهم أيام مع ثربان وربيعة. وما أساء إليهم سابقاً هو عدم إتفاق مشايخهم لتوحيد كلمتهم. ولولا هذا لوجدت أن آل حجري أقوى وأشهر مما هي عليه الآن.
ينقسم آل حجري إلى قسمين هما: آل حسن بن سالم وآل محمد بن دريب. وكل قسم من تلك يرأسها شيخ، ذات إستقلالية عن القبيلة الأخرى، لكنهم في حالة اعتداء على أي قبيلة من قبائلهم يقفون وقفة وحدة ضد المعتدي عليهم. وعلى الرغم من انقسام آل حجري إلى قسمين وانفصالها إلا أن أفخاذها في كلا الجانبين لها صلة بالرحم بينهما مما تبين أنه لا يوجد انقطاع تام بين الأصول والفروع.
وهي قبيلة مستقرة وكانت تمارس الزراعة منذ القدم، وكان بينهم أفخاذ شبه رحال ينجعون أودية: حوية، هيام، الملصة، ويبه من بلاد حميضة، ولا يضعنون إلا وقت الحصاد أو عند جني المحاصيل، وإذا عادوا من نجعتهم يتركون ماشيتهم في الحقول المعمورة، ويتوجهون إلى قراهم، لحصدها، وحينما يسمح لها بأدخال ماشيتهم في الحقول المحصورة، يبدأون ببيع منتوج أغنامهم من الصوف والسمن والخراف، في أسواق بارق وما حولها، وهذه الأفخاذ تنخت في أماكن ثابتة ومالت إلى حياة الحضارة.

## النسب
آل حجري : قَبِيلُ من بطن حميضة من بارق بن عدي بن حارثة بن عمرو مزيقياء بن عامر بن حارثة بن امريء القيس بن ثعلبة بن مازن بن الأزد بن الغوث بن نبت بن مالك بن زيد بن كهلان بن سبأ. تنقسم هذه القبيلة إلى قسمين هما:
| - آل الصَبْحَاء - آل شفيه - آل صبَا | - آل دّهْشر - أمظِهْرَة - آل مَنايَّه | - آل حَصَّاد - آل ذعَفَة - البراقطة | - الشعاوطة - الجِعْرِة |

| - آل مريف - آل بليلة - السرحة | - آل فقيه - آل سلوم - آل علي بن سعيد | - آل ماشي - آل جدي - الطلاوسة |

| 1- حدبة شيبان | 2- القطفة |

| 1-أشقح | 2- عفاس |

| حقو السلم | الحمة | الكاشَحَة | كعيت | الوعائر |

| 1- حدبة شيبان | 2- القطفة |

| 1-أشقح | 2- عفاس |

| حقو السلم | الحمة | الكاشَحَة | كعيت | الوعائر |

| الوادي        | الوصف | الإحداثيات        |
| ------------- | --- | ----------------- |
| وادي الحَفْية   | - بالفتح ثم السكون، وهو مسيل الماء من أعلى إِلى أسفل -: وادٍ زراعي، ينحدر من جبل هتمان، وهو أعلا وادي الكحيلاء، وسيله ينحدر غرباً حتى يلاقي وادي الوعائر ثم يكونان وادي الكحيلاء. وفيه من القرى: الحفية، الكاشحة، كعيت، والحداب. | 19°0'10 41°53'34  |
| وادي حويّة     | - بفتح الحاء المهملة وكسر الواو وتشديد الياء فهاء - والحوية في اللغة الأرض الصلبة الملساء يحاط عليها بالحجارة أو التراب فيجتمع فيها الماء -: يسيل من الجبال المتصلة بخبت آل حجري من الغرب، ثم يتجه إلى الجنوب الغربي ويلتقي فيه واديا ساحل وهيام ثم إلى يبة، وهو وادٍ مخضر تكثر فيه الحلفاء. | 19°3'9 41°48'51   |
| وادي دَحْدَح     | - بالفتح ثم السكون، وهو عند العامة القصير من الأناسي والأشياء -: ينحدر من جبل هتمان، ويسيل في وادي الحمض ثم وادي بقرة. وبه آثار وبناء قديم، واسطوانات دائرية إشارة إلى الطريق من اليمن إلى مكة المكرمة، وتبعد الواحدة عن الأخرى بحوالي خمسة أكيال إلى جهة اليمن. وقراه من الأعلى إلى المصب: الشانة، الصلال، ميدي، وسر الخشب. | 19°0'50 41°51'11  |
| وادي الرَّصَفة   | - بفتح الراء بعدها صاد مهملة مفتوحة ثم فاء وآخرها تاء مربوطة - والرصفة مؤنث الرّصف وهي الحجارة التي يُرصف بعضها إلى بعض في مسيل فيجتمع فيها المطر-: ينحدر من جبل الراحة، ويمر بقرى الفوهة ثم يتجه غرباً حتى يجتمع مع وادي الغول في المريبعة فيتجهان شمالاً حتى وادي شري. وفيه من القرى: الفوهة، الجبيهة، المشعر، المنيظر، البيضاء. | 18°56'58 41°54'11 |
| وادي سَاحِل     | - بكسر الحاء المهملة، والساحل هنا بمعنى الأرض المنبسطة المجاورة للوادي -: يأخذ أعلى مساقط مياهه من جبال خبت آل حجري الغربية، ثم ينحدر شمالاً حتى يدفع سيله في حوية فيفيض في يبه. | 19°1'57 41°48'56  |
| وادي شَرْي      | - بفتح الشين المعجمة وراء ساكنة ثم مثناة تحتية ، وهو نبات الحنظل -: وادٍ فحل كثير القرى والسكن. ينحدر من أعالي جبال السروات، وروافده من جبلي أثرب وهتمان، ثم ينحدر غرباً حتى يدفع مياهه في وادي الحمض. من قراه العامرة: الفوهة، الشراذية، عفاس، السوداء، الرص ومسره وغيرها، وقد توقف الكثير من عيون شري عن الجريان في أواخر قرن القرن الرابع عشر الهجري، نتيجة بناء آبار بإعدادٍ كبيرة في هذا الوادي مما أوقف جريان الوادي. ويروي أحد سكانها: "أدركت شري وهو عيوناً جارية تفيض على البلاد وتشبعها نماء وخضرة ونضرة هذه العيون كأنها بحيرات لا يدرك لها قعر ولا يغيض لها معين". | 18°58'33 41°54'18 |
| وادي الصَّلَّة    | - بفتح أوله وثانيه وتشديدهما، وهو الصلب من الأرض -: وادٍ يأخذ أعلى مساقط مياهه من الخبت، ويلتقي فيه واديا الطارفة والخالص ثم يدفع مياهه غرباً في وادي دحدح. وفيه قريتان هما: الصلال والمتنة. قال شاعرهم: يا غلْتٍ (ن) غلَّة في وادي أمصلةإلا لرعْيانٍ بلمال دَشَّاشه وإلا لحَشَّاشة | 19°0'31 41°51'22  |
| وادي الطَّارِفَة  | - بفتح أوله مع التشديد وكسر الراء المهملة وفتح الفاء، وطرف الشىء آخره وأقصاه - : وادٍ ينحدر جبل هتمان، يسيل غرباً في وادي الصلة فإذا خالط الوادي الصلة سقط اسم الطارفة وصار الاسم لصلة. وفيه من القرى: العلكة والحفر. | 19°0'51 41°52'16  |
| وادي الكَحْيلاء | -بضم الكاف وهم يفتحونها مع فتح الحاء المهملة بعدها مثناة تحتية ساكنة، وهي أرض سوداء كالكحل -:وادٍ رغيب، واسع الأنحاء، كثير الزراعة، ويعد أخصب أودية بارق على الإطلاق. واقع شمال المرواء، تلتقي فيه مياهه واديي الوعائر والحفية ثم يفيض في دحدح. | 18°59'36 41°52'28 |
| وادي الوَعَائِر  | - أوله شين معجمة مفتوحة ثم راء مهملة مفتوحة بعدها فاء موحدة، وهي الأرض الحثة الوعرة -: وادٍ زراعي، ينحدر من جبل هتمان بين واديي شري والحفية، ثم يتجه غرباً، وينفذ بين قريتي الخرباء وصالح، وهنالك يلتقي بوادي (الحفية)، ليكونا بعدئذ وادي (الكحيلاء). وفيه من القرى: الوعائر، الحمة، الكنبي وصالح. | 18°59'36 41°54'15 |

| - آل مريف - آل بليلة - السرحة | - آل فقيه - آل سلوم - آل علي بن سعيد | - آل ماشي - آل جدي - الطلاوسة |

| 1- حدبة شيبان | 2- القطفة |

| 1-أشقح | 2- عفاس |

| حقو السلم | الحمة | الكاشَحَة | كعيت | الوعائر |

| 1- حدبة شيبان | 2- القطفة |

| 1-أشقح | 2- عفاس |

| حقو السلم | الحمة | الكاشَحَة | كعيت | الوعائر |

| الوادي        | الوصف | الإحداثيات        |
| ------------- | --- | ----------------- |
| وادي الحَفْية   | - بالفتح ثم السكون، وهو مسيل الماء من أعلى إِلى أسفل -: وادٍ زراعي، ينحدر من جبل هتمان، وهو أعلا وادي الكحيلاء، وسيله ينحدر غرباً حتى يلاقي وادي الوعائر ثم يكونان وادي الكحيلاء. وفيه من القرى: الحفية، الكاشحة، كعيت، والحداب. | 19°0'10 41°53'34  |
| وادي حويّة     | - بفتح الحاء المهملة وكسر الواو وتشديد الياء فهاء - والحوية في اللغة الأرض الصلبة الملساء يحاط عليها بالحجارة أو التراب فيجتمع فيها الماء -: يسيل من الجبال المتصلة بخبت آل حجري من الغرب، ثم يتجه إلى الجنوب الغربي ويلتقي فيه واديا ساحل وهيام ثم إلى يبة، وهو وادٍ مخضر تكثر فيه الحلفاء. | 19°3'9 41°48'51   |
| وادي دَحْدَح     | - بالفتح ثم السكون، وهو عند العامة القصير من الأناسي والأشياء -: ينحدر من جبل هتمان، ويسيل في وادي الحمض ثم وادي بقرة. وبه آثار وبناء قديم، واسطوانات دائرية إشارة إلى الطريق من اليمن إلى مكة المكرمة، وتبعد الواحدة عن الأخرى بحوالي خمسة أكيال إلى جهة اليمن. وقراه من الأعلى إلى المصب: الشانة، الصلال، ميدي، وسر الخشب. | 19°0'50 41°51'11  |
| وادي الرَّصَفة   | - بفتح الراء بعدها صاد مهملة مفتوحة ثم فاء وآخرها تاء مربوطة - والرصفة مؤنث الرّصف وهي الحجارة التي يُرصف بعضها إلى بعض في مسيل فيجتمع فيها المطر-: ينحدر من جبل الراحة، ويمر بقرى الفوهة ثم يتجه غرباً حتى يجتمع مع وادي الغول في المريبعة فيتجهان شمالاً حتى وادي شري. وفيه من القرى: الفوهة، الجبيهة، المشعر، المنيظر، البيضاء. | 18°56'58 41°54'11 |
| وادي سَاحِل     | - بكسر الحاء المهملة، والساحل هنا بمعنى الأرض المنبسطة المجاورة للوادي -: يأخذ أعلى مساقط مياهه من جبال خبت آل حجري الغربية، ثم ينحدر شمالاً حتى يدفع سيله في حوية فيفيض في يبه. | 19°1'57 41°48'56  |
| وادي شَرْي      | - بفتح الشين المعجمة وراء ساكنة ثم مثناة تحتية ، وهو نبات الحنظل -: وادٍ فحل كثير القرى والسكن. ينحدر من أعالي جبال السروات، وروافده من جبلي أثرب وهتمان، ثم ينحدر غرباً حتى يدفع مياهه في وادي الحمض. من قراه العامرة: الفوهة، الشراذية، عفاس، السوداء، الرص ومسره وغيرها، وقد توقف الكثير من عيون شري عن الجريان في أواخر قرن القرن الرابع عشر الهجري، نتيجة بناء آبار بإعدادٍ كبيرة في هذا الوادي مما أوقف جريان الوادي. ويروي أحد سكانها: "أدركت شري وهو عيوناً جارية تفيض على البلاد وتشبعها نماء وخضرة ونضرة هذه العيون كأنها بحيرات لا يدرك لها قعر ولا يغيض لها معين". | 18°58'33 41°54'18 |
| وادي الصَّلَّة    | - بفتح أوله وثانيه وتشديدهما، وهو الصلب من الأرض -: وادٍ يأخذ أعلى مساقط مياهه من الخبت، ويلتقي فيه واديا الطارفة والخالص ثم يدفع مياهه غرباً في وادي دحدح. وفيه قريتان هما: الصلال والمتنة. قال شاعرهم: يا غلْتٍ (ن) غلَّة في وادي أمصلةإلا لرعْيانٍ بلمال دَشَّاشه وإلا لحَشَّاشة | 19°0'31 41°51'22  |
| وادي الطَّارِفَة  | - بفتح أوله مع التشديد وكسر الراء المهملة وفتح الفاء، وطرف الشىء آخره وأقصاه - : وادٍ ينحدر جبل هتمان، يسيل غرباً في وادي الصلة فإذا خالط الوادي الصلة سقط اسم الطارفة وصار الاسم لصلة. وفيه من القرى: العلكة والحفر. | 19°0'51 41°52'16  |
| وادي الكَحْيلاء | -بضم الكاف وهم يفتحونها مع فتح الحاء المهملة بعدها مثناة تحتية ساكنة، وهي أرض سوداء كالكحل -:وادٍ رغيب، واسع الأنحاء، كثير الزراعة، ويعد أخصب أودية بارق على الإطلاق. واقع شمال المرواء، تلتقي فيه مياهه واديي الوعائر والحفية ثم يفيض في دحدح. | 18°59'36 41°52'28 |
| وادي الوَعَائِر  | - أوله شين معجمة مفتوحة ثم راء مهملة مفتوحة بعدها فاء موحدة، وهي الأرض الحثة الوعرة -: وادٍ زراعي، ينحدر من جبل هتمان بين واديي شري والحفية، ثم يتجه غرباً، وينفذ بين قريتي الخرباء وصالح، وهنالك يلتقي بوادي (الحفية)، ليكونا بعدئذ وادي (الكحيلاء). وفيه من القرى: الوعائر، الحمة، الكنبي وصالح. | 18°59'36 41°54'15 |